# Johannes Marxen
Johannes Marxen (* 20. April 1955 in Flensburg) ist ein deutscher Politiker der Alternative für Deutschland. Seit 2024 ist er Abgeordneter im Hessischen Landtag.

## Leben
Marxen ist als selbständiger Bio-Landwirt und Pferdezüchter in Hessen tätig. Er ist verheiratet, Vater von zwei Kindern und wohnt in Schotten im Vogelsbergkreis.

## Politik
Er ist Mitglied der hessischen AfD und fungiert als Beisitzer im Kreisvorstand der AfD Vogelsberg. Außerdem ist er Mitglied der Stadtverordnetenversammlung von Schotten. Bei der hessischen Landtagswahl 2023 kandidierte er auf Listenplatz 16 der AfD. Ihm gelang der Einzug als Abgeordneter in den 21. Hessischen Landtag.
Anlässlich des 50. Todestags des Unternehmers Oskar Schindler hielt der jüdische Publizist Michel Friedman, dessen Eltern und Großmutter durch Schindler vor dem Tod im deutschen Vernichtungslager gerettet wurden, im Rahmen einer Gedenkveranstaltung am 9. Oktober 2024 eine Rede im Hessischen Landtag. Marxen schmierte sich während der Rede eine weiße Substanz ins Gesicht, was als Anspielung auf Friedmans Kokain-Affäre gedeutet wurde. Sein Verhalten wollte Marxen auf Presseanfragen nicht kommentieren. Gerhard Bärsch, Sprecher des AfD-Kreisverbandes Vogelsberg und ebenfalls Mitglied des Landtages, nannte Marxens Verhalten „unangebracht“ und kündigte an, man werde „in der Landtagsfraktion und auch im Kreisvorstand bei nächster Gelegenheit sprechen und über angemessene Konsequenzen beraten“. Landtagspräsidentin Astrid Wallmann verhängte im Februar 2025 ein Ordnungsgeld in Höhe von 750 Euro gegen Marxen.